# Amsterdam BC
L'Amsterdam Basketball Club, noto anche semplicemente come Amsterdam BC, è stata una società cestistica avente sede a Amsterdam, nei Paesi Bassi. Fondata nel 1995, ha giocato nel campionato olandese conquistando sette titoli e cinque Coppe dei Paesi Bassi.
Disputava le partite interne nello Sporthallen Zuid. Nell'agosto del 2011 ha cessato l'attività per problemi economici.

## Palmarès
- Campionato olandese: 7

1998-99, 1999-00, 2000-01, 2001-02, 2004-05, 2007-08, 2008-09
- Coppa d'Olanda: 5

1997, 1998, 1999, 2004, 2006